# Basipetospora rubra
Basipetospora rubra är en svampart som beskrevs av G.T. Cole & W.B. Kendr. 1968. Basipetospora rubra ingår i släktet Basipetospora och familjen Monascaceae.   Inga underarter finns listade i Catalogue of Life.